# Homaloxestis ochrosceles
Homaloxestis ochrosceles – gatunek motyli z rodziny Lecithoceridae i podrodziny Lecithocerinae.
Gatunek ten opisany został w 1910 roku przez Edwarda Meyricka, który jako miejsce typowe wskazał Peradeniya na Sri Lance.
Motyl o głowie i tułowiu brunatnoszarych z wmieszanymi białawymi łuskami na twarzy. Czułki białe. Głaszczki jasnoszarobrunatne z białawym końcowym członem. Golenie ostatniej pary odnóży żółte. Przednie skrzydła wydłużone, ich krawędź kostalna nieco łukowata, a wierzchołek tępy. Skrzydła przednie ubarwione brunatonoszaro z białawobrunatną strzępiną, zaś tylne szaro z białawoszarą strzępiną.